# Symphonie no 8 de Penderecki
Pour les articles homonymes, voir Symphonie no 8.

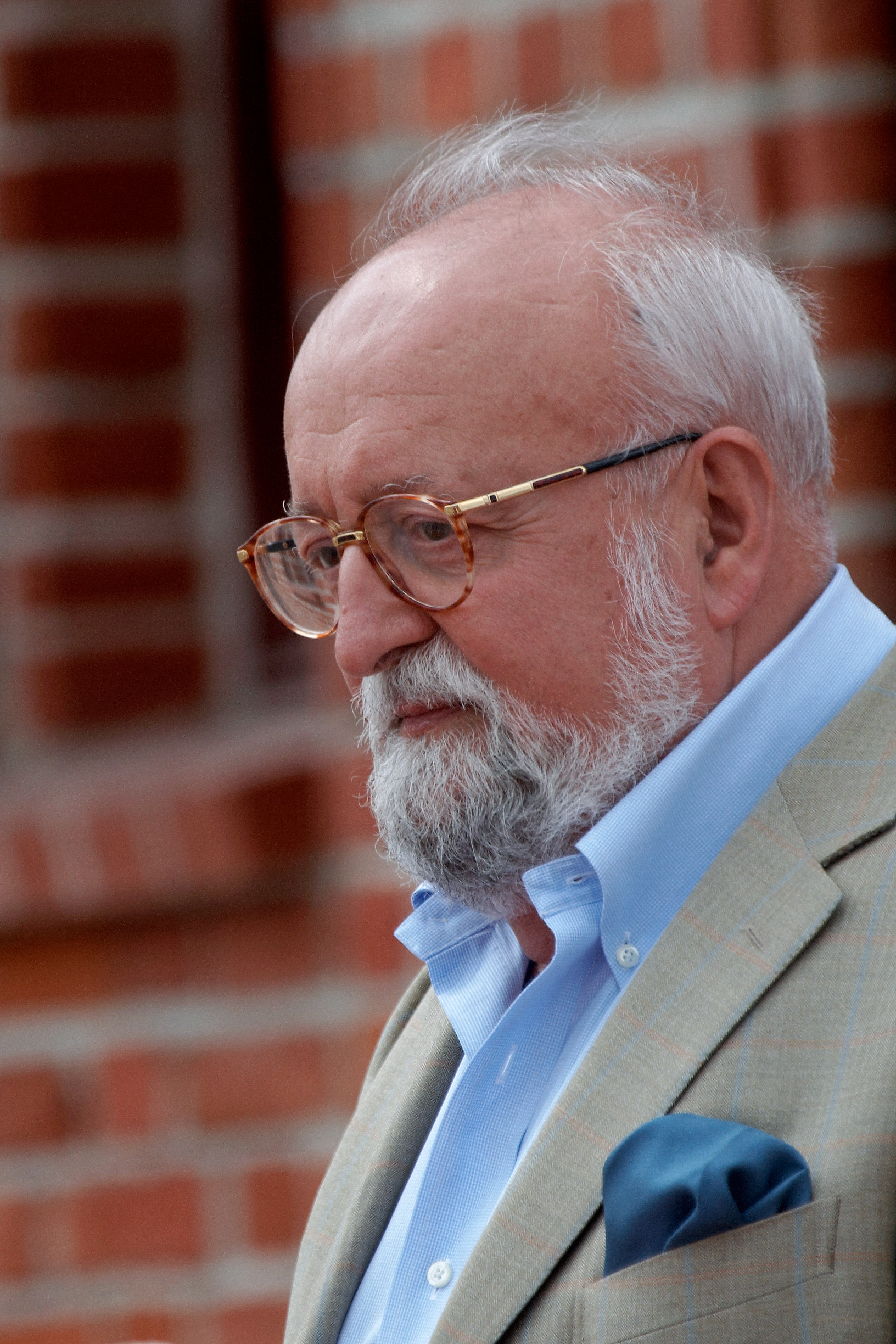
Krzysztof Penderecki

La huitième symphonie, « Lieder der Vergänglichkeit » (Chants de l'éphémère) est la dernière symphonie écrite par Krzysztof Penderecki en 2005.
Le compositeur a écrit sept symphonies, la sixième n'ayant pas été publiée. Sa huitième a été composée près de neuf ans après la précédente.
Elle se compose de douze mouvements et son exécution demande environ un peu plus d'une demi-heure.
1. Nachts (De Nuit), pour mezzo soprano et chœurs, sur un texte de Joseph von Eichendorff
2. Ende des Herbstes (Fin de l'automne), première strophe, pour chœurs, sur un texte de Rainer Maria Rilke
3. Bei einer Linde (Auprès d'un tilleul), pour baryton, sur un texte de Joseph von Eichendorff
4. Flieder (Lilas), pour baryton, sur un texte de Karl Kraus
5. Frühlingsnacht (Nuit de printemps), pour baryton, sur un texte d'Hermann Hesse
6. Endes des Herbstes, seconde strophe, pour chœur, sur un texte de Rainer Maria Rilke
7. Sag ich's euch, geliebte Baüme ? (Vous l'ai-je dit, arbres aimés ?), pour soprano et chœurs, sur un texte de Goethe
8. Im Nebel (Dans la brume), pour soprano et chœurs, sur un texte de Hermann Hesse
9. Vergänglichkeit (L'éphémère), pour soprano et chœurs, sur un texte de Hermann Hesse
10. Endes des Herbstes, troisième strophe, pour chœur, sur un texte de Rainer Maria Rilke
11. Herbsttag (Jour d'automne), pour baryton, sur un texte de Rainer Maria Rilke
12. O grüner Baum des Lebens (O arbre vert de la vie), pour soprano, mezzo-soprano et chœurs, sur un texte de Achim von Arnim

La création en a été faite en 2005 par l'orchestre philharmonique du Luxembourg sous la direction de Bramwell Tovey. L’œuvre a été révisée et allongée sensiblement en 2007.
Son premier enregistrement a été fait en 2006 par l'orchestre national philharmonique de Varsovie sous la direction d'Antoni Wit.